# Jonathan Pinto
Jonathan Pinto, vollständiger Name Jonathan Matías Pinto Bermúdez, (* 10. Februar 1996 in Montevideo) ist ein uruguayischer Fußballspieler.

## Karriere
Offensivakteur Pinto steht mindestens seit der Clausura der Spielzeit 2014/15 im Kader des Erstligisten Danubio FC. Dort debütierte er unter Trainer Leonardo Ramos am 26. April 2015 beim 1:0-Auswärtssieg gegen Juventud in der Primera División, als er in der 74. Spielminute für Matías Castro eingewechselt wurde. Bis zum Saisonende lief er in insgesamt zwei Erstligaspielen (kein Tor) auf. Darüber hinaus sind bislang (Stand: 23. August 2016) keine weiteren Erstligaeinsätze für ihn verzeichnet.